# Чебрець Дідуха
Чебрець Дідуха (Thymus didukhii) — вид рослин родини глухокропивові (Lamiaceae), ендемік України.

## Опис
Напівкущ 3–5 см заввишки, утворює щільні дернини, завдяки вегетативним пагонам, які вкорінюються. Стебла запушені. Квітконосні пагони прямовисні. Листки черешкові, видовжено еліптичні, 5–6 × 1 мм, густо запушені. Загальне суцвіття головчате, компактне; квіти у несправжніх мутовках. Чашечка зрослолисточкова, 3–3.5 мм завдовжки, довговолоскова. Віночок зрослопелюстковий, рожевий, 4–5.5 мм завдовжки. Плід — чотиригорішок; горішки яйцеподібні, майже гладкі.

## Поширення
Ендемік України. Вид входить в офіційний перелік регіонально рідкісних рослин Донецької області.
Населяє петрофітні степи, крейдяні відслонення на схилах південної експозиції.